# Antalis cerata
Antalis cerata är en blötdjursart som först beskrevs av Dall 1881.  Antalis cerata ingår i släktet Antalis och familjen Dentaliidae. Inga underarter finns listade i Catalogue of Life.